# R (letter)

Een aantal voorbeelden van de letter R

De letter R is de achttiende letter in het moderne Latijnse alfabet.
De oorspronkelijke Semitische letter is vermoedelijk geïnspireerd door een Egyptische hiëroglief van een hoofd, uitgesproken als /tp/ in het Egyptisch, maar als /r/ in de Semitische taal omdat hun woord voor hoofd Rêš met die klank begon. Resj werd ook de naam van de Hebreeuwse letter. Hieruit ontwikkelde zich de Griekse letter Rho (Ρ, ρ). Waarschijnlijk werd in het schrift van de Etrusken en enkele andere alfabetten het extra streepje toegevoegd om de letter te kunnen onderscheiden van een late vorm van de letter P. De /r/-klank is in het Etruskisch en in het Latijn behouden gebleven, maar de uitspraak van de r in het Nederlands en andere talen is opmerkelijk divers.
In het internationale spellingsalfabet wordt de R weergegeven door middel van de naam Romeo. In het Nederlands telefoonalfabet wordt de R weergegeven door middel van de naam Rudolf.
In een handtekening is R de afkorting van 'Rex' of 'Regina', de Latijnse woorden voor koning en koningin. Zo staan bijvoorbeeld de letters EIIR voor de initialen van Elizabeth II, Regina en is 'Juan CarlosR' de signatuur van Juan Carlos, Rex.
| D1 |

| D1 |